# 高温発光

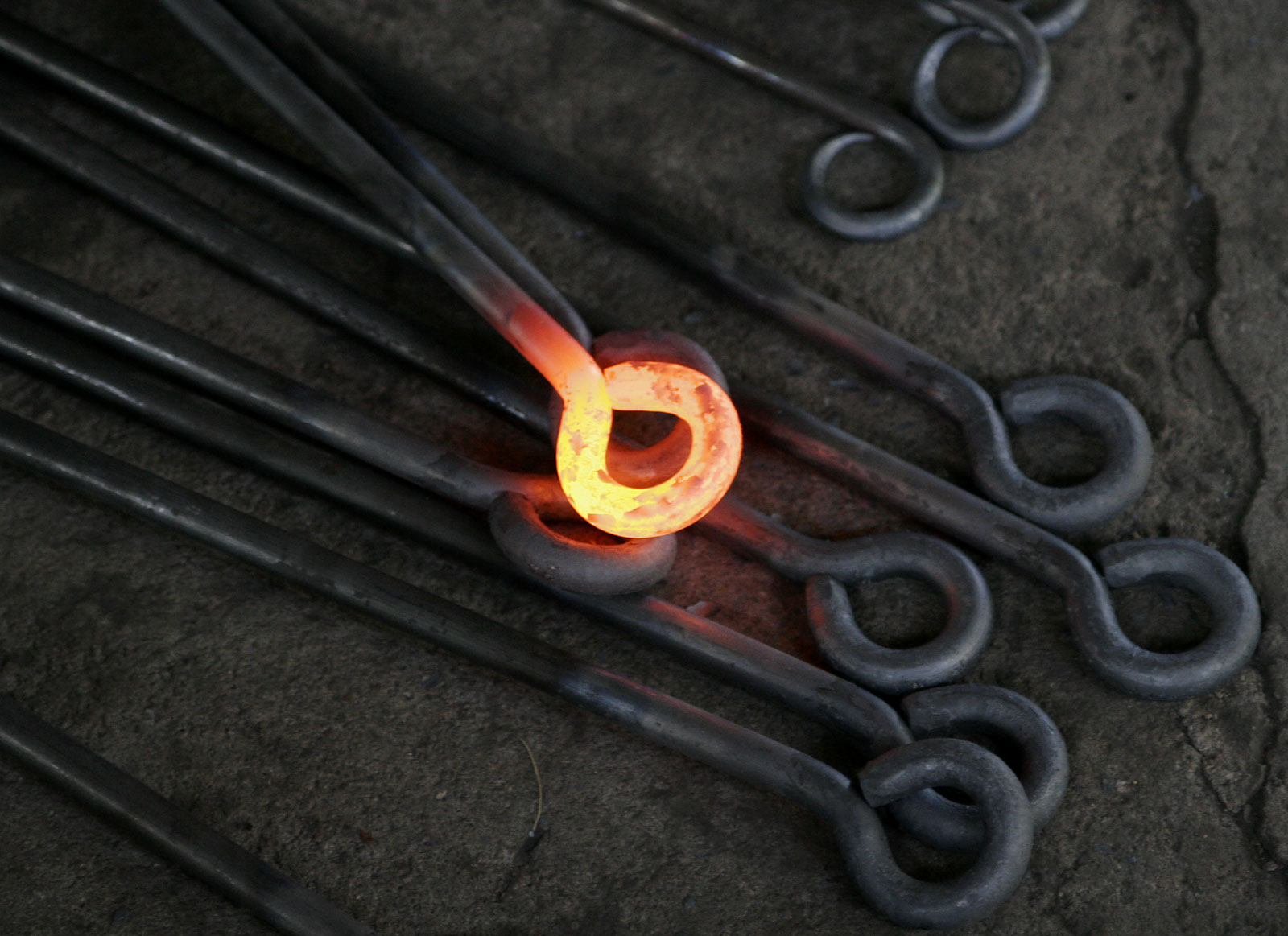
熱せられた金属が可視光で光っている。この熱放射は赤外域にも広がっていて、赤外線は人の目やこの写真を撮ったカメラでは見ることはできないが、赤外線カメラでは見ることができる。（サーモグラフィーを参照）

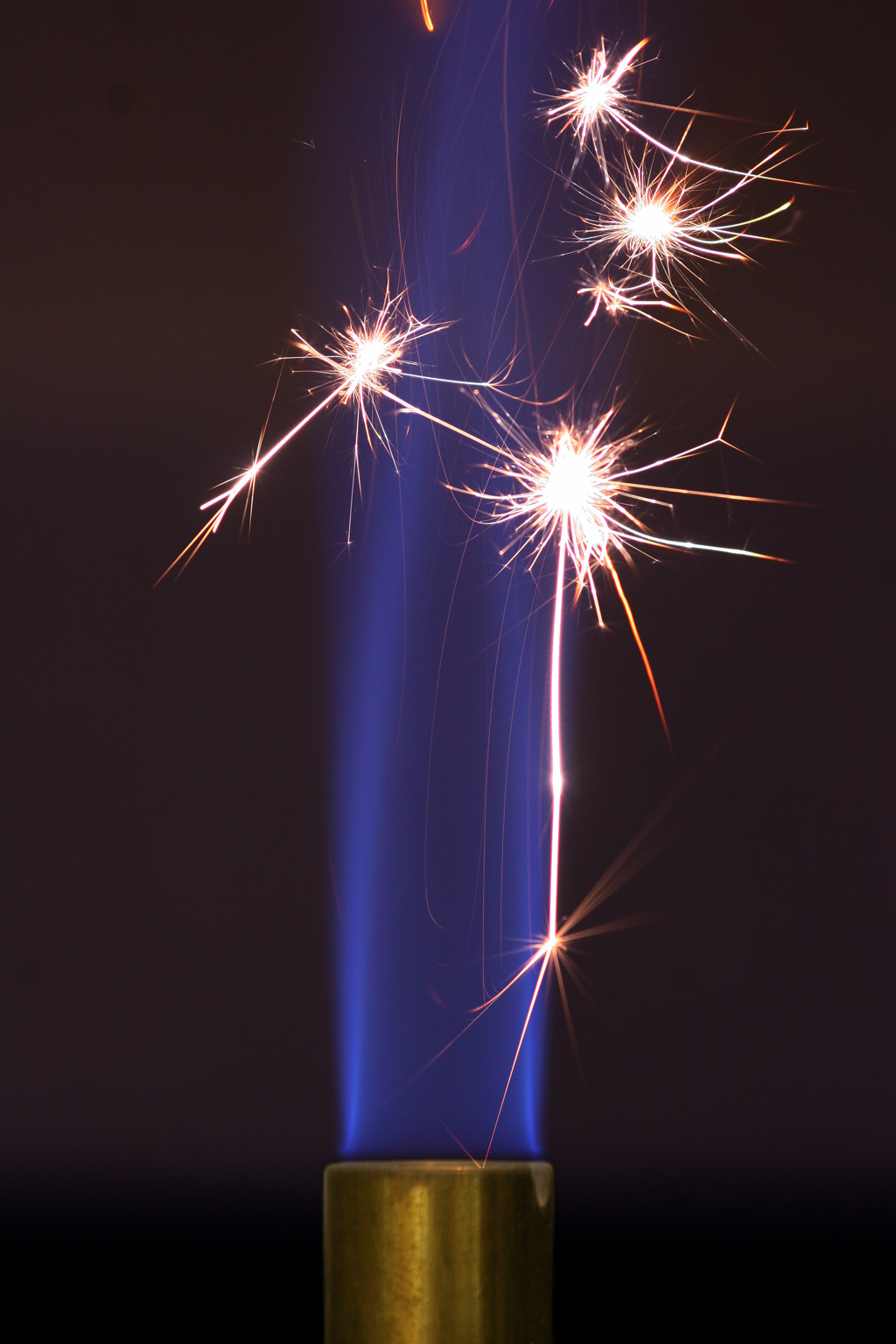
ブンゼンバーナーに火をつけるのに用いた火花の金属粒子が高温発光を行っている。白からオレンジ、赤または青までの色彩の光が放たれている。粒子が空気で冷やされるにつれて、温度と相関して色が変化する。炎の青色はCHラジカルが酸化されることによる量子遷移が原因であり、炎自体は高温発光ではない。

高温発光（こうおんはっこう、英: Incandescence）は、高温の物体から温度によって（可視光を含む）電磁波が放射されることである。この用語はラテン語の白く光るという意味のincandescereという動詞に由来している。
高温発光は特別な状態の熱放射である。一般的に高温発光は特には可視光を指すが、熱放射は赤外線やその他の電磁波をも指す。
高温発光の強度やスペクトラム（色）については熱放射を見ること。

## 観測や使用
事実上は、発熱過程による発光を伴う化学反応がおこるかどうかに関係せず、固体や液体の物質のほとんどすべては798 K (525 °C)付近で少しくすんだ赤色に輝き始める。この限界はen:Draper pointとよばれる。この温度より低くても高温発光はなくなることはないが、可視光線では弱すぎて認知できない。
温度が高まるにつれて物体は明るくなり、色が赤から白に、最後には青にかわる。
高温発光は白熱電球で利用されていて、白熱電球では放射のごく一部は可視光線になる温度にフィラメントが加熱される。しかし放射の大半はスペクトラムの赤外線部分として放たれ、白熱電球は光源としては比較的効率が悪いものになっている。フィラメントの温度をもっと高くすることができれば効率はおそらく上がる。しかしランプに使うのに向いたそうした温度に耐えられる素材は現在存在しない。
また、フィラメントの温度を高くするとその分紫外線や軟X線の放射が増加し生体に悪影響を及ぼす。
解決方法として現在メタマテリアルを利用してスペクトルを制御することで可視光線の比率を高める方法が挙げられており、これを用いればLEDを上回る高効率も実現可能とされている。
蛍光灯やLEDといったもっと効率の高い光源では高温発光は使われていない。
太陽光は太陽の「白熱」した表面の高温発光である。

## 比喩的な用法
とても怒っていて赤熱または白熱して光ってたり燃えていたりするように連想される人を説明するのに比喩的にincandescentという言葉が使われることもある。

## 関連項目

加熱され高温発光をしている物体の可視色（550 °Cから1300 °C）